# Grecànic

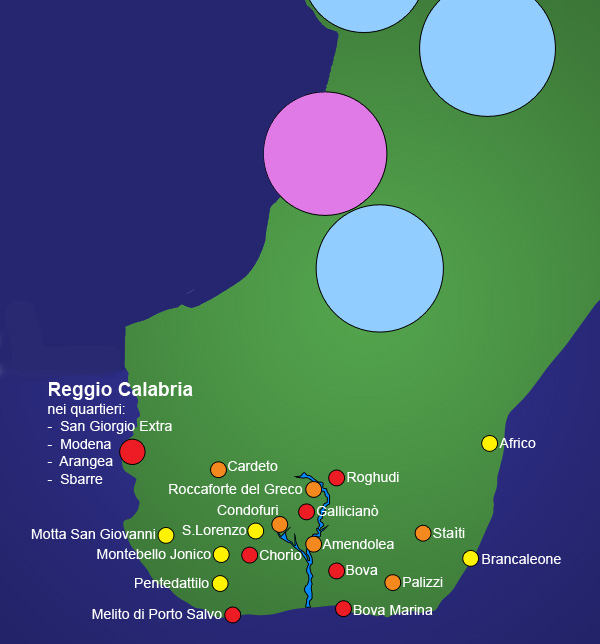
Difusió del grecànic a Calàbria. Blau: fins al, Violat: fins al, Groc: fins al, Taronja: fins al, Vermell: difusió actual

El grecànic és el dialecte de la llengua grecoitàlica que es parla a Calàbria.

## Difusió

### En el passat
Aquest idioma es parlava a tot Calàbria meridional fins als segles XV-XVI, quan va començar a ésser progressivament substituïda pel corresponent dialecte romanç (influït tanmateix pel grecànic en la gramàtica i en el lèxic). En l'època dels Plantagenets, el grec encara era utilitzat en una extensa àrea, compresa entre Seminara, Taurianova, la vall de Mesima i l'altiplà del Poro, caracteritzada pels seus dialectes, topònims i formes folklòriques. Una petita recerca històrica és suficient per a verificar la desaparició progressiva del grec en diverses àrees calabreses, a partir del segle xvi.
A mitjans del segle xvi el grec desapareix de la conca del Petrace, en particular al curs alt del Diverso i el Tasi. Durant el segle següent el fenomen regressiu arriba a algunes valls del vessant occidental de l'Aspromonte que toquen a l'estret de Messina, com per exemple a Catona o Gallico.
Durant el segle xix la pèrdua de l'antic idioma arriba a urbs com Pentedattilo, Africo, Brancaleone, Motta San Giovanni, Montebello o San Lorenzo, és a dir, al vessant jònic de l'Aspromonte.
Durant les primeres dècades del segle XX el grec desapareix dels comuns de Palizzi, Staiti, Cardeto, Roccaforte del Greco, Amendolea i Condofuri.

### L'acció repressiva del feixisme
Durant el període feixista, les minories lingüístiques no eren encoratjades, i el grecànic n'era una. Als anys 30, per fer semblar estúpida una persona, s'usava l'expressió "sembles un grec", l'idioma era considerat pels mateixos parlants com un símptoma de ser retardat i els mestres castigaven els alumnes sorpresos mentre parlaven un idioma "estranger" a classe.

### En l'actualitat
Avui en dia el grecànic es parla a nou comuns pels voltants de la Bovesia, entre els quals Bova, Roghudi, Gallicianò, Chorìo di Roghudi o altres de més moderns com Bova Marina, San Giorgio Extra o Mòdena.
El nombre de parlants és d'uns 2.000, la majoria dels quals gent gran; a més, hi ha al voltant d'un centenar de parlants en els barris d'Arangea i Sbarre, a Reggio di Calabria, i un altre petit nombre a Melito di Porto Salvo, gràcies als immigrants de Roghudi.
A Bova hi ha molta gent que estudia també el grec modern.
Prendre els grecànics i els hel·lenòfons dins el mateix sac és incorrecte. De fet, els grecànics són tots els habitants del sud de Calàbria, que va ser hel·lenòfona temps ençà. Els hel·lenòfons són els grecs que viuen a Calàbria. Nogensmenys aquesta distinció no és molt coneguda.

## Lingüística
El grecànic té molts punts en comú amb el grec. Alguns argumenten que n'és un dialecte o bé un dialecte del grec medieval, mentre que altres afirmen que ha evolucionat independentment del grec hel·lenístic i que deriva del grec antic parlat a la Magna Grècia.
Resta tanmateix el concepte que el grec de Calàbria, difós a la Bovesia, és una part particular dels dialectes hel·lenòfons parlats a Itàlia, probablement amb la seva pròpia evolució, separada de la del grec segles ençà.
El grec de Calàbria, respecte al grec modern, ha perdut en molts casos la -s final (per exemple: gaidaros (l'ase) esdevé gadaro en grecànic). A més, el grec de Calàbria no té una forma de futur, i l'expressa per mitjà del present d'indicatiu. És una llengua arcaica que presenta paraules que en la Grècia actual són desconegudes i en el seu lèxic hi ha moltes paraules derivades del grec dòric.

## La salvaguarda

### El redescobriment
Durant molts anys, els hel·lenòfons de Calàbria van restar en l'oblit. Ni tan sols a Grècia se'n coneixia l'existència. Va ser redescoberta gràcies a la tasca del filòleg alemany Gerhard Rohlfs, que va contribuir molt a la salvaguarda de la llengua.
El grecànic és patrimoni de tota la província de Reggio di Calabria, malgrat que no es fa un esforç suficient per a salvar la llengua, que es troba en perill d'extinció.
Actualment el grup de música antiga L'Arpeggiata ha editat el disc Mediterraneo, en què hi ha dues cançons en aquesta llengua: Are mou Rindineddha i Oriamu Pisulina, ambdues cantades per Vicenzo Capezzuto i Katerina Papadopoulus.